# Жанатурмис (Сариагаський район)
Жанатурми́с (каз. Жаңатұрмыс) — село у складі Сариагаського району Туркестанської області Казахстану. Входить до складу Жібекжолинського сільського округу.
Населення — 2262 особи (2021; 1800 у 2009, 1379 у 1999, 1057 у 1989).